# Famille de Croze (Provence)
 (août 2024).
La famille de Croze est une famille noble éteinte, originaire de Pertuis, en Provence. Elle a été confirmée dans sa noblesse par Arrêt du Conseil d'État du 1er juillet 1704 et par jugement contradictoire de l'Intendant le Bret, du 31 octobre 1706.

## Historique
Originaire des Mées, Pierre de Croze fait souche à Pertuis au début du XVIe siècle. L'Hôtel particulier de Croze au quartier Saint Nicolas de Pertuis fut construit à la fin du XVIIe siècle sur un terrain échangé avec les Archimbaud. Il fut édifié sur des caves voûtées du XVIe siècle préexistantes. Au début du XVIIIe siècle, Melchior de Croze, gouverneur de N-D de la Garde à Marseille fonde l'hôpital Saint Jacques dans la rue de Croze actuelle. En 1793, la municipalité décide de séquestrer les biens des de Croze, dont son hôtel particulier. La municipalité révolutionnaire s'y installe. Amnistié et rétabli dans ses droits, Mgr de Croze revient à Pertuis en 1803. La mairie finit par acquérir l'hôtel particulier en 1828.

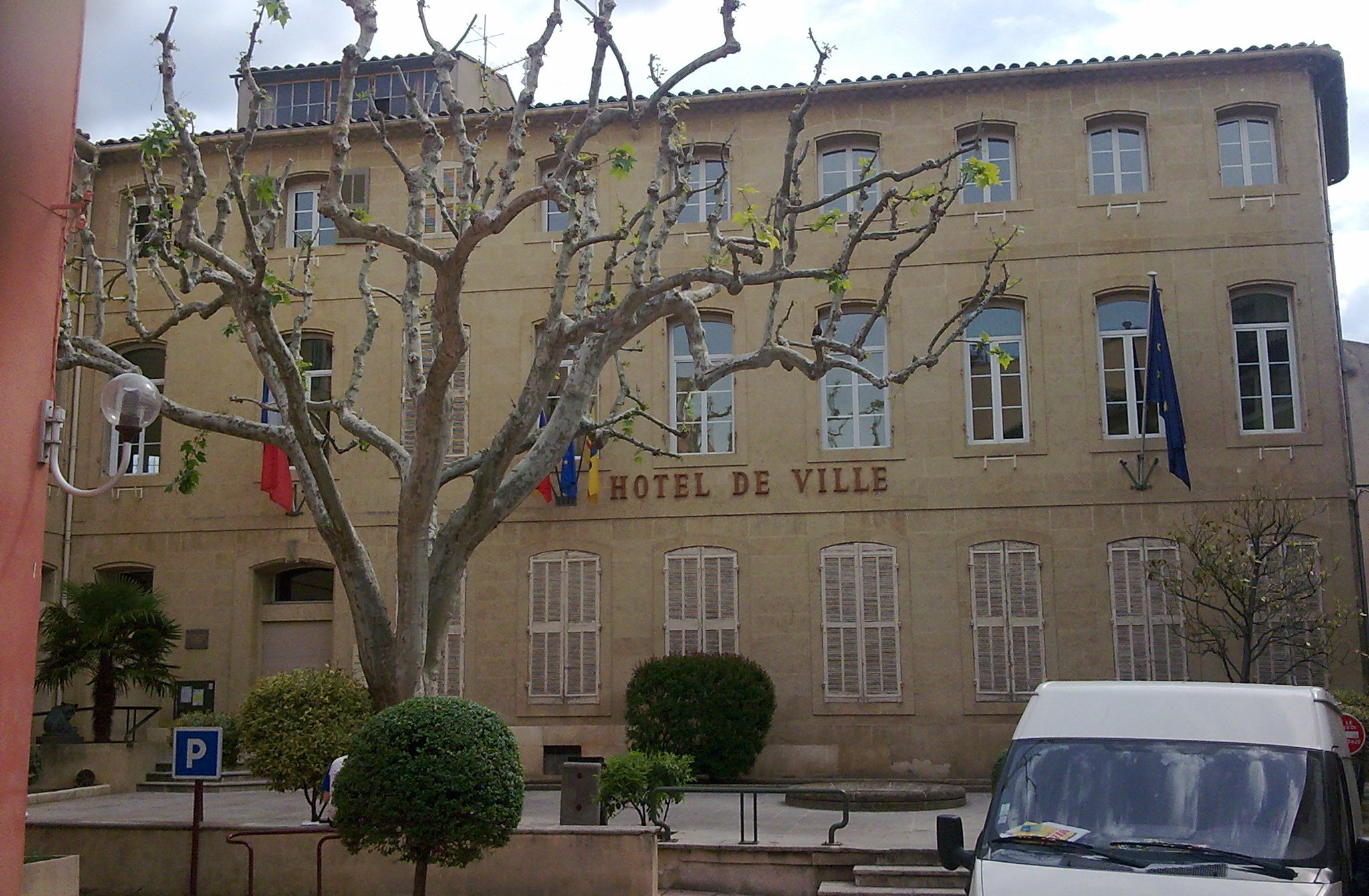
Hôtel de Croze, maintenant hôtel de ville du Pertuis

## Filiation
- Pierre de Croze
  - Antoine de Croze x 1535 Brancasse Bardouin
    - Joseph de Croze acquit la Terre de Montlaux en 1578 de l'Evêque de Sisteron x 1566 Marthe de Guiran
      - Gaspard de Croze, Seigneur de Montlaux x Françoise de Forlivio
        - François de Croze, Seigneur de Montlaux x 1632 Jeanne de Maynier
          - Gaspard de Croze, Seigneur de Montlaux, Capitaine de Cavalerie au Régiment de Renepont x 1699 Marie Babeur, veuve de Jacques de Gardeville, Conseiller Secrétaire du Roi

        - Joseph(°1604), Seigneur de Montlaux x 1648 Catherine de Corio

    - Sebastien(+1619) x 1565 Jeanne Arnaud
      - Jean-Henri de Croze x 1607 Jeanne Dorgon
        - Jean-Baptiste x 1676 Claire d'Audric
          - Joseph, Gouverneur de N-D de la Garde x 1725 Claire des Laurens de Peroles
            - Joseph-Sebastien, Garde de la Marine x 1757 Julie-Catherine-Amable de Cadenet-Charleval
            - une fille x Louis-Charles Barnoin , Trésorier de France au Bureau des Finances de Provence

          - Sebastien, sans alliance
          - Jean-Honoré, sans alliance
          - Melchior, moine de l'Abbaye Saint-Víctor-lès-Marseille

        - Melchior, mort Gouverneur de la Forteresse de N-D. de la Garde

## Pour approfondir